# Demetrios (architect)
Demetrios van Efeze (Oudgrieks: Δημήτριος / Dêmếtrios) was een bouwmeester uit Efeze.
Hij voltooide samen met zijn stadsgenoot Paionios de tempel van Artemis in Efeze (ca. 440 v.Chr.).

## Referentie
- art. Paeonius (1), in F. Lübker - trad. ed. J.D. Van Hoëvell, Classisch Woordenboek van Kunsten en Wetenschappen, Rotterdam, 1857, p. 691-692.